# 毛崇杰
毛崇杰（1939—），祖籍湖北钟祥，中华人民共和国文艺理论家。

## 生平
1962年毕业于南京大学地质系。1979年考入中国社会科学院研究生院，1982年就职于文学研究所理论室任研究员，2012年退休。从事美学、文艺学、哲学与文化研究。

## 著作
《席勒的人本主义美学《颠覆与重建——后批评的价值体系》《走出后现代——历史的必然要求》《文化视域中的美学与文艺学》等。

## 思想
在一篇评论特朗普政府的文章中，毛崇杰认为“从托马斯·莫尔开始，直到恩格斯所写《社会主义从空想到科学的发展》，一个个乌托邦都成泡影，至今一些左派仍牢牢抓住它不放。正如有学者批评他们“自以为是普罗米修斯，实际上却是西绪弗斯”。其实，他们也不是被罚做着苦役的西绪弗斯，而是一旦掌握着权力后便熄灭着文明火种的天帝宙斯。普罗米修斯之火正是马克思早已指出的“普选权、直接立法、人民权利、国民军”。”